# Jan Kossobudzki
Jan Kossobudzki herbu Pobóg – wojski mniejszy brzeziński w latach 1789–1793, konsyliarz konfederacji targowickiej z powiatu brzezińskiego.